# Hölderova nerovnost
Hölderova nerovnost je důležitou nerovností v matematické analýze, významnou zejména při zkoumání Lp prostorů.

## Znění
Na prostoru s mírou {\displaystyle (X,\Sigma ,\mu )} mějme μ-měřitelné funkce {\displaystyle f,g} na {\displaystyle X}. Dále nechť existují čísla {\displaystyle 1\leq p,q\leq \infty }, taková, že: {\displaystyle 1/p+1/q=1}. Pak platí:
{\displaystyle \|f\cdot g\|_{1}\leq \|f\|_{p}\cdot \|g\|_{q}}.

## Důležité speciální případy
Pro následující případy předpokládejme, že {\displaystyle 1<p,q<\infty } a {\displaystyle 1/p+1/q=1}.

### Aritmetická míra
V případě {\displaystyle n}-rozměrného Eukleidovského prostoru {\displaystyle a_{k},b_{k}\in \mathbb {C} ^{n}}, s množinou {\displaystyle X=\{1,...,n\}} a {\displaystyle \mu } aritmetickou mírou dostáváme:
{\displaystyle \sum _{k=1}^{n}|a_{k}b_{k}|\leq \left(\sum _{k=1}^{n}|a_{k}|^{p}\right)^{1/p}\left(\sum _{k=1}^{n}|b_{k}|^{q}\right)^{1/q}}.
Rovnost nastává, právě když {\displaystyle |b_{k}|=c|a_{k}|^{p-1}}.

### Lpprostory
Pokud {\displaystyle f\in L^{p}(X),g\in L^{q}(X)}, tak {\displaystyle f\cdot g\in L^{1}(X)} a navíc:
{\displaystyle \int _{X}|f\cdot g|\,\mathrm {d} \mu \leq \left(\int _{X}|f|^{p}\,\mathrm {d} \mu \right)^{1/p}\cdot \left(\int _{X}|g|^{q}\,\mathrm {d} \mu \right)^{1/q}}
Pro {\displaystyle p=q=2} pak dostáváme Cauchyho–Schwarzovu nerovnost, Hölderova nerovnost je tedy jejím zobecněním.

## Důkaz
Je důsledkem Youngovy nerovnosti, která se dá formulovat i takto:
Pro všechna reálná čísla r, s a {\displaystyle x\in <0,1>} platí
{\displaystyle xr+(1-x)s\geq r^{x}s^{1-x}}. Rovnost nastává, právě když r=s nebo {\displaystyle x\in \{0,1\}}. Sečtením těchto nerovností dostaneme požadovanou Hölderovu nerovnost.